# Окічобі (Флорида)
Окічобі (англ. Okeechobee) — місто (англ. city) в США, в окрузі Окічобі штату Флорида. Населення — 5254 особи (2020).

## Географія
Окічобі розташоване за координатами 27°14′30″ пн. ш. 80°49′46″ зх. д. / 27.24167° пн. ш. 80.82944° зх. д. (27.241608, -80.829311).  За даними Бюро перепису населення США в 2010 році місто мало площу 10,78 км², з яких 10,54 км² — суходіл та 0,24 км² — водойми.

### Клімат
| Клімат : Окічобі        | Клімат : Окічобі | Клімат : Окічобі | Клімат : Окічобі | Клімат : Окічобі | Клімат : Окічобі | Клімат : Окічобі | Клімат : Окічобі | Клімат : Окічобі | Клімат : Окічобі | Клімат : Окічобі | Клімат : Окічобі | Клімат : Окічобі | Клімат : Окічобі |
| Показник                | Січ.             | Лют.             | Бер.             | Квіт.            | Трав.            | Черв.            | Лип.             | Серп.            | Вер.             | Жовт.            | Лист.            | Груд.            | Рік              |
| Абсолютний максимум, °C | 30,6             | 30,6             | 34,4             | 36,1             | 37,8             | 37,8             | 38,3             | 38,3             | 37,2             | 36,7             | 32,8             | 30,6             | 38,3             |
| Середній максимум, °C   | 23,4             | 24,8             | 26,4             | 28,7             | 31,4             | 32,6             | 33,2             | 33,4             | 32,3             | 29,8             | 26,9             | 24,1             | 28,9             |
| Середній мінімум, °C    | 9,8              | 11,2             | 13,4             | 15,7             | 19,1             | 21,8             | 22,7             | 22,8             | 22,1             | 18,7             | 14,8             | 11,5             | 16,9             |
| Абсолютний мінімум, °C  | −8,9             | −3,3             | −1,7             | 2,8              | 9,4              | 12,2             | 17,2             | 18,3             | 15,6             | 5,0              | 0,6              | −6,7             | −8,9             |
| Норма опадів, мм        | 49               | 57               | 88               | 57               | 88               | 165              | 158              | 181              | 163              | 92               | 56               | 50               | 1204             |
| Днів з дощем            | 5,5              | 6,2              | 6,6              | 5,4              | 6,8              | 13,8             | 12,7             | 13,7             | 12,7             | 6,8              | 5,6              | 5,8              | 101,6            |
| ----------------------- | ---------------- | ---------------- | ---------------- | ---------------- | ---------------- | ---------------- | ---------------- | ---------------- | ---------------- | ---------------- | ---------------- | ---------------- | ---------------- |
| Джерело:                |                  |                  |                  |                  |                  |                  |                  |                  |                  |                  |                  |                  |                  |

## Демографія
Згідно з переписом 2010 року, у місті мешкала 5621 особа в 1953 домогосподарствах у складі 1304 родин. Густота населення становила 522 особи/км².  Було 2251 помешкання (209/км²).
Расовий склад населення:
| - 75,5 % — білих - 9,1 % — чорних або афроамериканців - 1,5 % — корінних американців - 0,8 % — азіатів - 0,1 % — вихідців з тихоокеанських островів - 10,7 % — осіб інших рас |

До двох чи більше рас належало 2,3 %. Частка іспаномовних становила 25,2 % від усіх жителів.
За віковим діапазоном населення розподілялося таким чином: 25,0 % — особи молодші 18 років, 58,3 % — особи у віці 18—64 років, 16,7 % — особи у віці 65 років та старші. Медіана віку мешканця становила 35,5 року. На 100 осіб жіночої статі у місті припадало 99,7 чоловіків;  на 100 жінок у віці від 18 років та старших — 100,1 чоловіків також старших 18 років.
Середній дохід на одне домашнє господарство  становив 47 930 доларів США (медіана — 39 662), а середній дохід на одну сім'ю — 56 374 долари (медіана — 50 302). Медіана доходів становила 31 957 доларів для чоловіків та 24 473 долари для жінок. За межею бідності перебувало 27,6 % осіб, у тому числі 52,4 % дітей у віці до 18 років та 23,1 % осіб у віці 65 років та старших.
Цивільне працевлаштоване населення становило 2322 особи. Основні галузі зайнятості: освіта, охорона здоров'я та соціальна допомога — 21,3 %, роздрібна торгівля — 21,1 %, будівництво — 11,6 %, науковці, спеціалісти, менеджери — 6,9 %.